# L'Été où mon père disparut
Pour plus de détails, voir Fiche technique et Distribution.
L'Été où mon père disparut (Ut og stjæle hester) est un film norvégien réalisé par Hans Petter Moland, sorti en 2019.
C'est l'adaptation du roman Pas facile de voler des chevaux (Ut og stjæle hester) de Per Petterson paru en 2003.

## Synopsis
En Norvège quelques années après la seconde guerre mondiale, Trond, un adolescent, passe l'été avec son père dans leur chalet forestier, non loin de la frontière suédoise. Des décennies plus tard, Trond, retraité, croise le chemin d'un homme qui le replonge soudainement dans cet été et la dernière fois qu'il vit son père.

## Fiche technique
- Titre original : Ut og stjæle hester
- Titre français : L'Été où mon père disparut
- Réalisation : Hans Petter Moland
- Scénario : Hans Petter Moland d'après le roman de Per Petterson
- Costumes : Anne Pedersen
- Photographie : Thomas Hardmeier et Rasmus Videbæk
- Montage : Jens Christian Fodstad et Nicolaj Monberg
- Musique : Kaspar Kaae
- Pays d'origine : Norvège
- Format : Couleurs - 35 mm - 2,35:1
- Genre : drame
- Durée : 122 minutes
- Dates de sortie :
  -  Allemagne : 9 février 2019 (Berlinale 2019)
  -  Norvège : 8 mars 2019

## Distribution
- Stellan Skarsgård : Trond
- Tobias Santelmann : le père de Trond
- Danica Curcic : la mère de Jon
- Pål Sverre Hagen : le père de Jon

## Distinction

### Récompense
- Berlinale 2019 : Ours d'argent de la meilleure contribution artistique pour Rasmus Videbæk[1].